# КК Металац
КК Металац је српски кошаркашки клуб из Ваљева. Клуб је основан 24. марта 1948. године. Клуб је основан као КК Будућност, а прву званичну утакмицу игра исте године против Борца. Као најуспешнија сезона КК Металца води се сезона 1976/77. године када је клуб освојио 9. место у Првој лиги СФРЈ и стигао до четвртфинала Купа Југославије. Тренутно се такмичи у Кошаркашкој лиги Србије.

## Историја

### 1948—1961.
Кошаркашки клуб Металац је основан 24. марта 1948. године када је и одржана прва изборна конференција на којој је донесена одлука о укључивању клуба у лигашко такмичење. Клуб је основан под именом КК Будућност, а прву званичну утакмицу одиграо је исте године у Чачку против КК Борац и изгубио је резултатом 69:19. За релативно кратко време клуб је успео да уђе у виши ранг такмичења.
У јужну групу Српске лиге, клуб под именом КК Металац улази 1954. године као екипа без пораза у Београдској зони. За КК Металац су тада играли: Љубисав Бранковић, Слободан Петровић, Братислав Будимировић, Илија Срећковић, Милоје Мића Орловић, Мирослав Бата Јовановић, Никољски, Шошкић, Слободан Јевтић, Трифуновић, Недељко Павловић, Лука Станчић. Тренер је био Чедомир Видаковић Шека.
Од 1954. године до 1960. године КК Металац се такмичи у Српској лиги, а финансијска криза која је почела 1959. године, и њена кулминација у 1960. години доводи до тога да КК Металац, после неколико кола одустаје од даљег такмичења.

### 1961—1973.
Од 1961. КК Металац започиње са организованим радом. Тренер је Лука Станчић који је играч у тиму, а поред њега за клуб наступају и Антоније Пурић, Радивојевић, Вишић, Мирослав Поповић, Михаиловић, Милан Енгел, Иван Ђорђевић, Ракић, Војислав Церовић и Панта Ковачевић.
КК Металац у Чачку 1962. године осваја титулу првака Србије и такмичење наставља у северној групи Српске лиге. Кошаркаши КК Металца освајају друго место и од 1964. године се такмиче у јединственој Српској лиги. 1966. године клуб појачавају: Бранко Кецојевић, Томислав Јованчић и Илија Илић, а те године поново постају прваци Србије, али у квалификацијама, које су одржане у Славонском Броду, не успевају да се изборе за пласман у Прву лигу.
До реорганизације такмичења долази 1968. године, када су формиране две групе Друге савезне лиге. КК Металац се, са још једанаест клубова, нашао у групи Исток, где у првој сезони осваја друго место. У сезони 1969/70. КК Металац је, после првог дела такмичења заузимао прво место на табели. Оптерећен лошом материјалном ситуацијом и без Хале спортова, КК Металац се опредељује за рад са млађим категоријама, и тада шансу добијају Бранко и Зоран Ковачевић, Војислав Кецојевић, Дарко Марјановић, Драго Медан, Милан Јеринић и Милутиновић. У тој такмичарској сезони КК Металац осваја треће место. Наредних година КК Металац се успешно такмичи у Другој лиги.

### 1973—1979.
Свој дугогодишњи сан КК Металац остварују у марту 1973. године када се пласирао у Прву савезну лигу после велике борбе са новосадском КК Војводином, победивши у последњем колу КК Младост из Земуна. Овај подвиг остварили су тренер Лука Станчић и играчи: Иван Ђорђевић, Бранко Ковачевић, Зоран Ковачевић, Војислав Кецојевић, Слободан Ивковић, Милан Јеринић, Душан Ружичић, Недељко Станојевић, Дарко Марјановић, Драго Медан, Рајко Борисављевић и Горан Радисављевић.
КК Металац је одиграо шест прволигашких сезона. Играјући у Првој лиги КК Металац је успео да победи сва најпознатија имена југословенске клупске кошарке, а међу најзначајнијим успесима су: победа над Југопластиком у Сплиту, Босном у Сарајеву и Партизаном и Црвеном звездом у Београду. Најбољи играч КК Металца у тој генерацији, а по многима најбољи играч свих времена, Бранко Ковачевић био је четврти на листи стрелаца у сезони 1976/77.
Као најуспешнија прволигашка сезона КК Металца води се сезона 1976/77. Освојили су 9. место и стигли до четвртфинала купа Југославије. Последњу прволигашку утакмицу Ваљевци су одиграли 31. марта 1979. године са КК Југопластиком у Сплиту.

### 1979—1992.
Од 1979. године КК Металац се такмиче у Првој Б лиги. Са мање или више успеха настоје да се врате у друштво најбољих, а најближи томе били су између 1980. године и 1982. године када им је недостајало мало спортске среће, али и боља организација у клубу. Највећи терет носили су Војислав Кецојевић, Милан Ђурица, Небојша Матић, Дејан Добривојевић, Марјан Ђурић, Михаило Почек и Душко Ђукановић. Тренер екипе је био Лука Станчић.
Војислав Кецојевић и Душко Ђукановић су те године били чланови сениорске репрезентације Србије на шест утакмица које су одигране против репрезентација Русије и Бугарске, а Небојша Матић на три утакмице против Бугарске.
Наредне године долази до новог подмлађивања састава, а реорганизација такмичења спашава КК Металац од испадања у нижи ранг. У сезони 1984/85. КК Металац испада у нижи ранг такмичења, и поред чињенице да је сезону завршио са скором од 12 победа и десет пораза, али, као пети тим одоздо, се преселио у Прву српску лигу. Кормило од Луке Станчића преузима Зоран Ковачевић и освајањем првог места КК Металац се враћа у Прву Б лигу. Те сезоне, КК Металац осваја осмо место, тренер Зоран Ковачевић се повлачи, а на његово место се враћа, по трећи пут, Лука Станчић. КК Металац је те сезоне завршио такмичење на осмом месту. Нови играчи су Радомир Симић, Миодраг Планојевић, Марко Радојичић, Дејан Павић, Владимир Ђокић, Драган Симеуновић, Драган Ђукић, Саша Рајић, Аца Драгићевић, Војислав Алимпић и Бојан Тадић.
Од 1990. године до 1992. године, КК Металац се такмичи у Првој Српској лиги и освајањем другог места омогућује пласман у Прву Б лигу, где заузима друго место и после четрнаест година се поново пласирао у Прву А лигу. КК Металац је у сезони 1992/93. играо под именом КК Фемили Лајн, тренер је био Зоран Ковачевић, а наступали су: Владимир Ђокић, Саша Рајић, Бојан Тадић, Жарко Вујовић, Златан Прелић, Жељко Мољевић, Драган Ђукић, Александар Матијашевић и Александар Авлијаш.

### 1992—2000.
1993. године КК Металац се нашао у изузетно тешкој финансијској ситуацији, па је излаз нађен у фузији са тада ваљевским Б лигашем Биг Енексом, па је у сезони 1993/94. наступао под називом Биг Енекс Металац, и заузео је девето место у Првој лиги СРЈ. Тренер Биг Енекс Металца био је дугогодишњи играч и капитен Металца Војислав Кецојевић. У тој сезони наступали су: Радомир Симић, Небојша Матић, Душан Савић, Драган Симеуновић, Златан Прелић, Жељко Мољевић, Драган Илић, Никола Вићентијевић и Душко Ђукановић, који је те сезоне био и други стрелац лиге.
По завршетку сезоне 1995/96. клуб су напустили готово сви првотимци и отишли у друге клубове, па се екипа драстично подмладила и у наредну сезону 1996/97. у којој се такмичила у Првој Б лиги ушла знатно ослабљена и заузела је последње место, па је прешла у нижи ранг такмичења, у Прву српску лигу. То није крај лоших резултата јер на крају сезоне испада у другу Српску лигу. Суноврат се наставља и КК Металац 1999/00. испада из Друге српске лиге са својим другим тимом, док се први тим Металца такмичи под именом КК Будућности, преузевши ранг такмичења од пећке Будућности која је у то време имала замрзнут статус при КСЈ.

### 2000—2008.
У сезони 2001/02., Металац под именом КК Будућност заузима последње место и сели се у Прву српску лигу. После доста проблема се успело у настојању да се врати изворни назив клуба и да се, под својим именом, КК Металац такмичи у Првој српској лиги. У Првој Српској лиги КК Металац се такмичио до сезоне 2005/06. када, заузимањем првог места обезбеђује пласман у Прву Б лигу. Тренер Металца је те сезоне био Драган Симеуновић, а највећи терет у остварењу овог значајног успеха поднели су играчи: Влатко Илић, Предраг Веиновић, Срећко Ракић, Недељко Ђорђић, Душко Обучина, Миљан Петровић. У наредну сезону клуб је ушао са новим именом КК Вујић Металац и заузео осмо место.
Велики успон КК Металца почео је у сезони 2007/08. када је клуб заузео друго место у такмичењу Прве Б лиге и трећи пут се у својој историји пласирао у најелитнији ранг такмичења.
Тренер КК Металца у сезони 2007/08. био је Драган Симеуновић. Овај успех остварили су играчи: Владимир Ђокић - капитен, Предраг Веиновић, Јован Теодосић, Драгомир Маројевић, Дејан Бељић, Недељко Ђорђић, Марко Љубојевић, Срећко Ракић, Марко Марковић, Ђукан Ђукановић, Иван Младеновић, Стефан Бирчевић и Игор Ћирковић.

### 2008—
У сезони 2008/09,, Металац, игра Свислајон лигу Србије и осваја треће место, па самим тим се квалификовао и за Суперлигу Србије, где, у групи А заузима 4. место, и тим пласманом обезбеђује 8. место у Кошаркашкој лиги Србије. Тренери КК Металца су били Владе Ђуровић, а пред крај Свислајон лиге и у Супер Лиги екипу је водио тренер Александар Ицић. Након завршетка најуспешније сезоне у историји клуба, на чело екипе је дошао Милован Степандић.
КК Металац је у овој сезони освојио и Лига Куп Србије.
У овој сезони за екипу КК Металца су наступали играчи: Стефан Атанацковић, Стефан Бирчевић, Јован Теодосић, Радомир Маројевић, Драгомир Маројевић, Никола Мићевић, Александар Танасковић, Ђукан Ђукановић, Бранко Јереминов, Марко Љубојевић, Вуксан Гаговић, Дејан Бељић, Недељко Ђорђић, Трипковић Матија, Томашевић Никола, Болић Златко, Марковић Предраг, Езенибе Хари Оночи и Фриман Реџиналд Филип.
У сезони 2009/10. КК Металац у првом делу Кошаркашке лиге Србије је заузео 3. место, чиме се пласирао у други део такмичења — Суперлигу. У Суперлиги у којој учествује 8 најбољих клубова из Србије, клуб је освојио 6. место. Ово је један од најбољих пласмана у клупској историји.
Тренери су били Милован Степандић и Драган Симеуновић, а играли су: Јован Теодосић, Ђукан Ђукановић, Ненад Касабашић, Ненад Стефановић, Мирослав Раденковић, Владимир Панић, Милан Тртић, Марко Љубојевић, Дејан Бељић, Драгомир Маројевић, Александар Танасковић, Стефан Бирчевић, Вуксан Гаговић, Никола Томашевић, Миле Илић, Бојан Бакић и Иван Мараш.
Сезону 2010/11. године КК Металац је завршио са истим пласманом као и прошлу — 6. место у Суперлиги. Тренер је на почетку сезоне био Велимир Гашић, а касније је на његово место дошао Милован Степандић. Играчи су били: Немања Перић, Стефан Синовец, Ђукан Ђукановић, Дејан Бељић, Драган Крушчић, Милан Тртић, Марко Љубојевић, Никола Томашевић, Стефан Балмазовић, Стефан Бирчевић, Марко Љубичић, Милован Савић, Радомир Маројевић, Марко Дујковић, Стефан Вујић, Милош Секулић и Душко Бунић.
Наредна сезона 2011/12. је била далеко слабија, јер се Металац по први пут у последњих неколико сезона није пласирао у Суперлигу, а такмичење је завршио на једанаестом месту.
У наредним годинама Металац обезбеђује улазак у Суперлигу и знатним појачањима покушава да се домогне Јадранске лиге, али безуспешно. Најпознатија појачања су свакако Петар Поповић, Владимир Дашић, Бојан Бакић и други. Ипак након одустајања Радничког, Металац добија позивницу за сезону 2014/15. Јадранске лиге.
У регионалном такмичењу клуб је у првој сезони заузео шесту позицију и према тадашњим пропозицијама изборио пласман и у међународно такмичење односно Еврокуп који није игран због финансијских проблема и недостатка дворане која би испунила захтеве УЛЕБ-а. Успеси нису изостали ни у Суперлиги, међутим дугови су расли па је клуб на почетку сезоне 2016/17 био на ивици гашења. Ипак, захваљујући повратку Душка Ђукановића на чело колектива Металац је успео да се стабилизује и стартовао нову сезону у КЛС-у, када се на клупу након боравка у иностранству вратио Михаило Почек. Управо Почек је касније постао и председник клуба, док га је пред сезону 2019/20 на том месту заменио Јован Теодосић.

## Имена кроз историју
| 1948–1954 | КК Будућност         |
| 1954–1992 | КК Металац           |
| 1992–1993 | КК Фемили Лајн       |
| 1993–1994 | КК Биг Енекс-Металац |
| 1994–1999 | КК Металац           |
| 1999–2002 | КК Будућност         |
| 2002–     | КК Металац           |

## Тренутна постава КК Металца
| Име играча          | бр. | Висина | Позиција      | Година рођења |
| ------------------- | --- | ------ | ------------- | ------------- |
| Филип Ђуран         | 1   | 1,98 м | крило         | 1991          |
| Шајким Филипс       | 3   | 1,83 м | плејмејкер    | 2001          |
| Никола Миличевић    | 5   | 1,82 м | плејмејкер    | 2008          |
| Богдан Рутешић      | 7   | 2,03 м | крилни центар | 2000          |
| Александар Мргић    | 8   | 2,05 м | центар        | 2002          |
| Лука Митровић       | 9   | 1,91 м | плејмејкер    | 1996          |
| Џеремаја Гембрел    | 10  | 1,90 м | бек           | 2001          |
| Никола Марковић     | 11  | 2,08 м | крилни центар | 1989          |
| Василије Пајић      | 12  | 1,93 м | крило         | 2005          |
| Војин Обрадовић     | 19  | 2,00 м | крилни центар | 2006          |
| Дејан Обућина       | 22  | 1,94 м | бек           | 2007          |
| Страхиња Јовановић  | 24  | 1,97 м | крило         | 2006          |
| Марко Грковић       | 25  | 2,00 м | крило         | 1997          |
| Алекса Димитријевић | 27  | 2,13 м | центар        | 2005          |
| Андреј Лазић        | 32  | 1,80 м | плејмејкер    | 2008          |
| Лука Вудраговић     | 77  | 1,97 м | бек           | 2004          |

## Учинак у претходним сезонама
| Сез.     | Првенство Србије - КЛС | Првенство Србије - Суперлига | Куп Србије   | Регионално такмичење          | Европско такмичење |
| -------- | ---------------------- | ---------------------------- | ------------ | ----------------------------- | ------------------ |
| 2008/09. | 3. место               | 4. место групе А             | Четвртфинале | —                             | —                  |
| 2009/10. | 3. место               | 6. место                     | Четвртфинале | Балканска лига — Четвртфинале | —                  |
| 2010/11. | 3. место               | 6. место                     | —            | —                             | —                  |
| 2011/12. | 11. место              | —                            | —            | —                             | —                  |
| 2012/13. | 3. место               | 6. место                     | Четвртфинале | —                             | —                  |
| 2013/14. | 3. место               | 6. место                     | —            | —                             | —                  |
| 2014/15. | —                      | Полуфинале                   | Четвртфинале | Јадранска лига — 6. место     | —                  |
| 2015/16. | —                      | 3. место групе А             | Полуфинале   | Јадранска лига — 11. место    | —                  |
| 2016/17. | 9. место               | —                            | —            | —                             | —                  |
| 2017/18. | 6. место               | 6. место групе Б             | Четвртфинале | —                             | —                  |
| 2018/19. | 12. место              | —                            | —            | —                             | —                  |
| 2019/20. | 8. место               | —                            | —            | —                             | —                  |
| 2020/21. | 12. место              | —                            | —            | —                             | —                  |
| 2021/22. | 8. место               | —                            | —            | —                             | —                  |
| 2022/23. | У току                 | —                            | У току       | —                             | —                  |

## Познатији играчи
| - Вукашин Алексић - Бојан Бакић - Борис Бакић - Стефан Балмазовић - Стефан Бирчевић - Златко Болић - Петар Божић - Душко Бунић - Славко Вранеш - Томислав Габрић - Владимир Дашић - Слободан Дунђерски - Владимир Ђокић - Брано Ђукановић - Стефан Живановић - Миле Илић - Милош Јанковић - Никола Јевтовић | - Младен Јеремић - Марко Јошило - Душан Кутлешић - Марко Љубичић - Ђорђе Мајсторовић - Никола Малешевић - Иван Мараш - Јован Новак - Никола Оташевић - Алекса Поповић - Петар Поповић - Стефан Пот - Немања Протић - Петар Ракићевић - Стефан Синовец - Немања Тодоровић - Реџи Фриман - Марко Чакаревић |

## Познатији тренери
- Владимир Ђокић
- Владе Ђуровић
- Драгољуб Пљакић
- Срђан Калембер
- Лука Станчић
- Велимир Гашић
- Милован Степандић
- Војислав Кецојевић
- Зоран Ковачевић
- Драган Симеуновић
- Михаило Почек